# Ion Barbu
Ion Barbu es el seudónimo del matemático y poeta rumano Dan Barbilian, considerado uno de los mejores poetas rumanos del siglo XX. Su obra fue apreciada por los críticos desde su debut y Alexandru Ciorănescu (también conocido como "Alejandro Cioranescu") lo nombró "quizás el más grande" poeta rumano del siglo pasado, en un volumen suyo publicado en 1981 y traducido al rumano en 1996.
Dan Barbilian nació en el 18 de marzo de 1895 en Câmpulung-Muscel, siendo hijo del juez Constantin Barbillian y de Smaranda, que tenía el apellido Şoiculescu antes de casarse (los rumanos normalmente tienen un solo apellido y las mujeres suelen adoptar el apellido del marido cuando se casan). Murió en el 11 de agosto de 1961 en Bucarest.

## Matemático
El talento matemático de Barbu empezó a manifestarse por primera vez en el instituto, cuando contribuyó notablemente a una revista de matemática llamada "Gazeta matematică". Son también los años de los primeros intentos poéticos. Entre 1914 y 1921 Barbu estudió matemática en la Facultad de Ciencias de Bucarest, con una interrupción debida a su participación en la Primera Guerra Mundial.
Su carrera matemática continuó con su tesis doctoral de 1929. Más tarde participó en varias conferencias internacionales de matemática. En 1942 fue nombrado profesor titular de álgebra en la Facultad de Ciencias de Bucarest. Publicó varios artículos en revistas de matemática. Sus contribuciones más importantes en este dominio son un estudio de dos páginas publicado en "Casopis Matematiky a Fysiky" (1934-1935), donde definió un proceso de metrización que Leopold Blumenthal llamó "los espacios Barbilian", y dos estudios publicados en "Jber. Deutsch. Math. Verein.", intitulados "Zur Axiomatik der Projectiven ebenen Ringgeometrien" (1940-1941), que inspiraron una nueva dirección en el estudio de la geometría de los anillos, dirección asociada hoy en día con su nombre, y también con los nombres de Hjelmslev y de Klingenberg.
La teoría de "los espacios Barbilian" fue ampliamente desarrollada en : 
- Asupra unui principiu de metrizare (Acerca de un principio de metrización) Stud.Cercet. Mat. 10 (1959), 68-116,
- Fundamentele metricilor abstracte ale lui Poincaré şi Carathéodory ca aplicaţie a unui principiu general de metrizare (Los fundamentos de las métricas abstractas de Poincaré y Carathéodory, como aplicación de un principio general de metrización) - estudio presentado al Instituto de matemática en el 4 de junio de 1959 y publicado en "Estudios e investigaciones matemáticas", vol. 10 (1959), 273-306;
- J-metricile naturale finsleriene (las J-métricas finslerianas naturales), publicado en la misma revista, vol. 11 (1960), 7-44;
- J-metricile naturale finsleriene şi funcţia de reprezentare a lui Riemann (las J-métricas finslerianas naturales y la función de representación de Riemann) - escrito junto con Nicolae Radu y publicado post mortem, en "Estudios e investigaciones matemáticas", vol. 12 (1962), 21-36.

El último estudio fue llevado a la imprenta por Nicolae Radu en el 20 de octubre de 1961; Barbu había fallecido en el 11 de agosto del mismo año. La originalidad de su idea matemática constó en la reexaminación del modelo Poincaré de la geometría no euclidiana de Lobacevski. Ese modelo genera de manera natural una distancia que puede ser representada como oscilación logarítmica. La contribución de Barbu fue el analizar la generalidad del proceso de construir una distancia y establecer una teoría de los espacios métricos dotados con esa distancia. En su estudio de 1934, definió una métrica en el interior de una región plana cualquiera, generalizando de esa manera la idea del modelo Poincaré, que estaba definido sólo en el interior del disco unidad. Con esa métrica, el interior del conjunto llegaba a ser un modelo de geometría no euclidiana. Estos resultados fueron citados y usados después por matemáticos como Leopold M. Blumenthal, P. J. Kelly, Wladimir G. Boskoff, Alan E. Beardon, F. W. Gehring, K. Hag, Peter A. Hasto, Zair Ibragimov, H. Linden, P. Sousa, S. Ponnusamy, S. A. Sahoo, M. G. Ciucă, Bogdan Suceavă.
A ver: Wladimir G. Boskoff y Bogdan D. Suceavă: Barbilian Spaces: the History of a Geometric Idea, Historia Mathematica 34 (2007), no. 2, 221-224.

## Poeta
En el año 1919 Dan Barbilian empezó su colaboración con la revista literaria "Sburătorul", eligiendo como seudónimo el nombre de su abuelo, Ion Barbu, a la sugerencia del crítico literario Eugen Lovinescu. Ya desde sus años en el instituto había conocido al futuro crítico Tudor Vianu, con el cual entabló una hermosa amistad literaria.
El debut artístico de Barbu fue estimulado por una apuesta con Tudor Vianu, establecida durante una excursión en Giurgiu, en los años de instituto. Barbu prometió a Vianu que rellenará un cuaderno con poesías, argumentando que el espíritu artístico se encuentra en todas las personas. Gracias a ésta apuesta, Barbu descubrió su talento y su amor para la poesía. Solía decir que la poesía y la geometría son complementarias en su vida : ahí donde la geometría se vuelve rígida, la poesía le ofrece un nuevo horizonte para pensar e imaginar. Tudor Vianu le consagró una monografía, considerada la más completa hasta ahora. Una de las poesías más conocidas de Barbu, "După melci" ("En búsqueda de caracoles"), fue publicada por primera vez en "Viaţa Românească" en 1921. En el mismo año Barbu se marcha a Gotinga para terminar sus estudios. Después de tres años de viajar por Alemania como un bohemio, regresa a Rumanía.

### Juego secundario
La obra más importante del poeta Barbu es el volumen "Juego secundario", publicado en el año 1930. Parece que publicó este volumen tras una apuesta con Tudor Vianu, quien no creía que Barbu puede ser un buen poeta (según otras fuentes, hubo un entendimiento : si Barbu conseguiría publicar poesías, Vianu estaba obligado a analizarlas críticamente). Es difícil entender las poesías, puesto que se trata de una lírica hermética, con un lenguaje abstracto, inspirada en los poemas de Stéphane Mallarmé. En algunas poesías el autor usa conceptos matemáticos, por ejemplo usando la noción de grupo (un conjunto con estructura matemática, cuyos elementos se pueden sumar siguiendo algunas leyes específicas) :
"Din ceas, dedus adâncul acestei calme creste,

Intrată prin oglindă în mântuit azur,

Tăind pe înecarea cirezilor agreste,

În grupurile apei, un joc secund mai pur."
"Desde el reloj, deducida la hondura de ésta cumbre calma,

Entrada a través del espejo en redimido azur, 

Cortando sobre el ahogo de las manadas agrestes,

En los grupos del agua, un juego secundario más puro."

En la concepción de Barbu, que repetía a la de otro poeta modernista y matemático francés, el famoso Paul Valéry, la poesía tiene muchas cosas en común con la geometría : "există undeva, în domeniul înalt al geometriei, un loc luminos unde aceasta se întâlneşte cu poezia. [...] Ca şi în geometrie înţeleg prin poezie o anumită simbolică pentru reprezentarea formelor posibile de existenţă" ("hay en un sitio, en el dominio alto de la geometría, un lugar luminoso donde ésta se encuentra con la poesía. [...] Como en la geometría, entiendo por la poesía un cierto simbolismo, usado para representar las formas posibles de existencia."). 
El ciclo "Juego secundario" fue traducido al francés y al húngaro. Hay también traducciones de algunas poesías al alemán.

### Corta presentación del espacio lírico barbiano
El fenómeno artístico barbiano nació en el punto de interferencia de la poesía con la matemática, por eso su lírica difiere bastante de la lírica de Arghezi o de Blaga, puesto que su nivel de dificultad es más alto. Mejor dicho, lo que Barbu opina que debería ser la poesía está más cerca de la opinión de poetas modernos y singulares como Stéphane Mallarmé o Paul Valéry, que de la opinión general, impuesta por el romanticismo. También hay que tener en cuenta que el poeta debutó como matemático y que su modo de pensar, en el espíritu abstracto de la matemática, se impuso también en el plano de las representaciones poéticas. Él mismo afirmó : "Igual que en la geometría, entiendo por la poesía un cierto simbolismo, usado para representar las posibles formas de existencia... Para mi la poesía es un prolongamiento de la geometría, así que, siguiendo ser poeta, nunca abandoné el dominio divino de la geometría." 
En una entrevista con Felix Aderca, de 1927, la creación de Ion Barbu fue dividida en cuatro etapas : la parnasiana, la Anton Pann-esca, la expresionista y la charadista. En su estudio de 1935, "Introducción a la lírica de Ion Barbu", Tudor Vianu redujo esa clasificación a tres etapas : parnasiana, baladico-oriental y hermética. La clasificación de Vianu llegó a ser la clásica.

### La etapa parnasiana
La primera etapa es la "parnasiana", con los versos publicados en 1919 y 1920 en "Sburătorul". De los títulos mencionamos : "La lava", "Los montes", "El árbol", "Las banquisas", "Para Las Grandes Eleusinas", "Panteismo", "El arca", "Pytagora", "Humanización" etc. La denominación de la etapa hace referencia a las numerosas influencias de las poesías atribuibles al parnasianismo francés.
Cortas y rigurosas de punto de vista formal - algunas son sonetos - las poesías proponen un universo temático restringido. Barbu describe paisajes mineralizados, formas geológicas y del flora, evoca deidades mitológicas o sorprende procesos de conciencia, como el solemne juramento de abandonar el pecado de la contemplación abstracta, a favor de la voluntad de vivir frenéticamente, en plena consonancia con los ritmos vivos de la Naturaleza.
Evitando la poesía-confesión, la expresión directa de los anhelos de su alma, Ion Barbu los transfirió a unos elementos de la Naturaleza : el árbol, las banquisas, las montañas, la tierra, lo que indica una tendencia de utilizar símbolos "objetivos". Los paisajes, pasteles exóticos e imaginarios, encierran en sí mismos ardores y encorsetamientos del ser humano, aspiraciones patéticas y rechazos endurecidos, como en éstas solemnes estrofas de "El árbol" : 
"Hipnotizado por - la profunda y clara luz

De las bóvedas distendidas encima de él, quisiera

Quebrantar el cenit, y paralizado beber 

Por miles de ramas crispadas, el licor opalino."
o de "Las banquisas" : 
"Del áspera fusión del frío polar

Con verdes y estáticos desiertos líquidos,

Síntesis transparentes, de brillos ávidos, 

Estallan del somnoliento abismo originario."
La poesía "Humanización" releva un conflicto dramático del ser humano, que, en su aspiración hacia lo absoluto, debe elegir entre dos principios : intelectual y sensual, entre la contemplación apolínea y el sentimiento dionísiaco. La poesía, afirmó Barbu, consigue reconciliar a los dos en un proceso único, en una síntesis en la cual el Pensamiento se transfigura, tomando formas concretas de sonido, línea y color.
La idea llega a ser "música en forma de vuelo, Euritmia", es decir intuición de la esencia del mundo. La aspiración hacia el conocimiento tiene, en el primer período, un carácter un poco abstracto, razón para la frialdad de los versos. El intento de concretar se basa en préstamos de la mitología, que dejan habitualmente una fuerte sensación de libresco. El recurrir a elementos mitológicos griegos, y la preocupación especial para la expresión, hicieron a algunos investigadores (por ejemplo a Eugen Lovinescu) a hablar del parnasianismo de los comienzos literarios de Ion Barbu.
Pero la poesía parnasiana francesa, representada por Leconte de Lisle o Hérédia, era fundamentalmente decorativa y antirromántica en su contenido, no admitiendo el ímpetu del alma, mientras que en Ion Barbu, bajo el mármol petrificado y frío del verso, retuercen pasiones violentas, inquietudes y aspiraciones turbias, lo que todavía denota una estructura romántica. Probablemente este es el motivo por lo cual había de rechazarlas más tarde, considerando que "resultan de un principio poético elemental". Él tiende hacia otra fórmula poética, alejada del romanticismo, hacia "un lirismo homogéneo, enseñando las cosas esenciales, encantando con visiones paradísiacas", fórmula que siguió en las siguientes etapas de su creación.

### La etapa baladico-oriental
Esta etapa indica la orientación del espíritu del poeta hacia lo concreto del mundo, como ya había anunciado en "Humanización". Aquí se pueden incluir poemas como : "En búsqueda de caracoles", "El rey Crypto y la lapona Enigel", "La señorita Hus", "Isarlâk", "Nastratin Hogea en Isarlâk", publicados desde la segunda mitad de 1921 hasta 1925, en "Viaţa românească" y "Contimporanul", revista de Ion Vinea. La mayoría son largos, debido principalmente a los pasajes descriptivos, consecuencia inmediata de la preocupación por lo concreto; tienen un carácter narrativo, "baládico", porque en ellos "se cuenta" una historia. En los poemas está evocado un mundo pintoresco, de inspiración autóctona y balcánica, semejante a la visión de Anton Pann. Destacan las sugerencias picturales. La expresión es fresca y fuerte, mostrando que Barbu es un poeta de la palabra, no sólo de la idea y de la visión, como se mostró al principio. Sin embargo, la descripción no es exclusivamente pictural sino que establece una atmósfera adecuada. La teoría de lo baládico será retomada en el Círculo literario de Sibiu, por poetas como Radu Stanca o Ştefan Augustin Doinaş.
Isarlâk, (mi corazón), por ejemplo, es una fortaleza ideal, "pintada en blanco como una «raia»" ("raía" es un territorio ocupado y administrado directamente por las autoridades militares turcas, préstamo en rumano del turco "raya"), establecida "a media distancia entre el Mal y el Bien", poblada por personas que viven al mismo tiempo las delicias del espíritu y las delicias de la vida, "en gloria estable" : universo mágico, en lo cual todo se equilibra. Por su fuerza de sugerencia, reportada a la ingeniosidad verbal, destaca "La señorita Hus", cuyo valor es dado por la expresión. La historia narrada es la de un amor pasado, pasional e infeliz, con una heroína tragicómica, una odalisca que llama desde el otro mundo, a través de hechizos, al amante que la olvidó. Pero su encanto no está en lo inédito pintoresco de la historia, sino en la extraordinaria incantación de los versos y en la sugerencia de lo fantástico en el hechizo.
El sustrato simbólico de los elementos narrativos y descriptivos de las poesías que pertenecen a la segunda etapa, se puede encontrar en "En búsqueda de caracoles", largo poema en lo cual se estilizan los motivos folclóricos para contar una experiencia de iniciación en los misterios de la Naturaleza, que llega a ser un drama del conocimiento, o en "El rey Crypto y la lapona Enigel".

### La etapa hermética
La última etapa de la lírica de Ion Barbu representa una codificación de los significados, de donde resulta su denominación. Pero antes existió un período de transición, representado por "El huevo dogmático", "Ritmos para las bodas necesarias" o "Uvedenrode" , publicadas entre 1925-1926. En ellas se guarda todavía la conexión con la etapa anterior, tanto por los pasajes descriptivos, como por los narrativos, que vuelven a la poesía más fácil de descifrar. George Călinescu considera que aquí hay el auténtico hermetismo de las poesías de Ion Barbu, puesto que se basa en símbolos, mientras que el hermetismo de "Juego secundario" es sólo un hermetismo causado por la "dificultad filológica", debido a una difícil sintaxis poética.
Las poesías mencionadas evolucionan alrededor de la idea de la "boda", entendida como penetración en el milagro de la creación universal. "El huevo dogmático" es un símbolo del misterio de la boda, un tipo de cosmoido, puesto que en su estructura dualista está representado el mundo de antes del casamiento, la creación previa a la Génesis. El simple huevo demuestra que "pequeños mundos guardan el dogma", que el macrocosmos se repite en el microcosmos. Por eso él llega a ser objeto de contemplación : "Es dado a éste triste pueblo/También el huevo estéril a comer/Pero el huevo vivo con fruto en su punta/¡ Está hecho a ser mirado bajo el sol !". Mirado en la luz del sol, el huevo releva la misma esencia del universo, la imagen eterna de lo increado.
En "Ritmos para las bodas necesarias" son evocados tres caminos de conocimiento : a través del eros (camino sensual), cuyo representante astral es Venus, a través de la razón, cuyo símbolo es Mercurio, y a través de la contemplación poética cuyo patrono es el Sol. Cada experiencia es una "boda", es decir una comunión con la esencia del mundo, pero a través de las primeras dos la unión no es perfecta. Las sensaciones sólo permiten un contacto fulgurante, mientras que el intelecto ignora, para llevar a cabo las operaciones específicas del conocimiento lógico, la condición fundamental del universo, que es el continuo devenir.
La aspiración hacia lo absoluto se realiza sólo llegando a la contemplación poética, a través de la visión directa del principio universal, cuando : 
"Entramos

A banquetear

En el cuarto del Sol

Grande

Padrino y estrella, 

Para que nos dé vapores verdes, 

Desde cubos de mares lácteos, 

En hundimientos de arcos iris, 

En el nicho que chispea/ Eternamente"
En términos más simples, en la poesía se plantea el problema de la relación entre el conocimiento lógico y el conocimiento metafórico, a la misma manera de Blaga en su poesía "Yo no aplasto la corola de milagros del mundo".
En "Uvedenrode", con el mismo tema de la boda, se vuelve a tomar en un material poético, la idea del eros como intento fracasado de conocimiento. El título, inventado por el poeta, define un espacio de pesadilla, "un barranco de los gasterópodos", representación de la vida puramente vegetativa. La fase de transición es profundamente original, deslumbrante para el lector, del cual se pide un esfuerzo mayor que lo habitual para realizar los significados, la visión amplia encerrada en las imágenes concretas del poema. El lenguaje es denso y los términos poco usuales, muchos neologismos o simplemente raros. Es el último paso hasta la concentración extrema de la expresión, llevada a cabo en el ciclo "Juego secundario".

## Juego secundario
En su serie de poesías de "Juego secundario", las orientaciones fundamentales siguen siendo las dos, especialmente hacia la captación del sentido del mundo, que se esconde detrás de las apariencias, de los fenómenos, o, al contrario, hacia la fenomenalidad inmediata, en la cual se puede intuir la esencia del mundo. Desde ésta perspectiva el ciclo contiene dos textos que podrían ser considerados arte poético : el intitulado "Juego secundario", y el intitulado "Timbre".
"Juego secundario" destaca primeramente por su sonoridad impecable, verdadera "música de las formas en vuelo", pero no deja entrever su sentido desde la primera lectura. Según la confesión del poeta "la poesía es el mundo purificado a través de un espejo (es decir reflexión de la figura de nuestro espíritu), acto claro de narcisismo (de amor de sí mismo, y por lo tanto conocimiento de sí mismo), signo de la mente (es decir acto intelectual, un sentimiento, actividad lírica)". George Călinescu sintetizó la interpretación del poema : "La poesía ("la hondura de ésta cumbre calma") es una salida ("deducida") del contingente ("desde el reloj"), y la llegada a la pura gratuidad, redimido azur, juego secundario, como la imagen de la manada esparcida en el agua".
La idea fundamental de ésta poesía es que el arte es un juego secundario, más puro, realidad sublimada, que parte de la vida, de una vivencia, pero no se confunde con la vida, sino que se constituye como un universo secundario, posible. Este universo no se edifica basándose en la anulación, el "ahogamiento" del otro, no es, en otras palabras, una copia de él, sino que tiene un sentido propio, interno, que lo justifica. Si el mundo real existe bajo el cenit, como objetividad, la poesía vive bajo el signo del nadir, en la reflexión. El poeta transpone la representación de su conciencia en la melodía de las palabras, escondiendo en ellas su canción - la creación, semejante al mar que esconde su canción bajo las verdes campanas de las medusas.
En su poesía "Timbre", la mirada del poeta se fija en la superficie del mundo, no más allá de ella, siendo fascinado tanto por las cosas (por la piedra, la tierra, la ola del mar), que les atribuye una vida interior. Como ellas son mudas, la poesía es la que debe expresarlas, lo que supone, para el poeta, una comunicación simpatética con ellas, la identificación (la actitud es diametralmente opuesta a la de "Juego secundario").
La poesía creada ahora ya no es una concentración de esencias, sino "una canción espaciosa", capaz de abarcar la diversidad infinita de las cosas, un himno de alabanza para la creación cósmica, semejante al que, conforme a la tradición bíblica, entonaron los ángeles en el paraíso, cuando Dios creó a Eva desde las costillas de Adán. Las otras poesías del ciclo se pueden agrupar bajo uno de los dos artes poéticos, todas son descripciones que se diferencian fuertemente de otras, por el lenguaje.

## Libros sobre la lírica de Barbu
- Tudor Vianu, Ion Barbu, 1935, segunda edición, Bucarest, Editura pentru Literatură, 1965
- Basarab Nicolescu, Ion Barbu – La cosmología de «Juego secundario», Bucarest, Editura pentru Literatură, 1968; segunda edición, Bucarest, Univers Enciclopedic, 2004
- Şerban Foarţă, Ensayo sobre la lírica de Ion Barbu, Timişoara, Editura Facla, 1980
- Marin Mincu, La lírica de Ion Barbu, Constanţa, Editura Pontica, 1995
- Alexandru Cioranescu, Ion Barbu, Bucarest, Editura Fundaţiei Culturale Române, 1996
- Mircea Scarlat, Ion Barbu, Bucarest, Editura Albastros, 1981
- Mihaela Brut, La poética y la lírica de Ion Barbu. Mentalidades afines, Editura Universităţii "Alexandru Ioan Cuza" Iaşi, 2003

- Datos: Q545724
- Multimedia: Ion Barbu / Q545724